# 범주 (칸트)
칸트 철학에서 범주(독일어: Categorie)는 지성의 순수 개념이다. 칸트의 범주는 일반적으로 어떤 객체의 현상의 특질이다. 칸트는 "그것은 일반적으로 객체의 개념이다..."라며, 또한 "...지성의 순수 개념[범주]는...일반적으로 직관의 객체에 적용된다..." 이러한 범주는 세간에서 흔히 쓰이는 것과 같이 분류상의 분할이 아니다. 대신 객체의 가능성의 상태, 즉, 그런, 어떤, 모든 객체로서의 객체를 말하는 것이지 특정하게 구체적인 객체를 의미하는 것은 아니다.

## 같이 보기
- 토대주의